# Fjum forum journalismus und medien
fjum_forum journalismus und medien wien ist eine österreichische Weiterbildungseinrichtung für Journalisten und Medienschaffende mit Sitz in Wien.

## Organisation
fjum_forum journalismus und medien wurde 2011 als gemeinnütziger Verein gegründet und ist eine unabhängige und nicht gewinnorientierte Fortbildungseinrichtung für die Bereiche Journalismus und Medien in Österreich.
Fachbeirat und journalistischer Beirat beraten und unterstützen bei der Programmgestaltung und Grundorientierung des fjum. Mitglieder des wissenschaftlichen Beirats sind José Garcia Aviles (Universität Elche), Annette Hillebrand (ehem. Leiterin der Deutschen Akademie für Publizistik), Andy Kaltenbrunner (Medienhaus Wien), Matthias Karmasin (Alpen Adria Universität Klagenfurt), Sylvia Egli von Matt (ehemalige Direktorin des MAZ – Die Schweizer Journalistenschule; heute: MAZ – Institut für Journalismus und Kommunikation).
Von 2011 bis 2018 war Daniela Kraus die Geschäftsführerin des fjum. Mit 18. Feber 2019 übernimmt Simon Kravagna die Geschäftsführung.
Die Finanzierung erfolgt durch öffentliche Förderung (u. a. Presseförderung), Teilnehmerbeiträge, Stipendien, Projektgelder (z. B. aws_Austria Wirtschaftsservice) und Sponsorenmittel.

## Programm und Aktivitäten
fjum bietet Weiterbildung für Journalisten und Medienschaffende mit den Schwerpunkten Digitaljournalismus, journalistisches Handwerk, Innovation, journalistischer Kontext und Publikumsbeteiligung (Audience Engagement).
Jährlich veranstaltet fjum ca. sechzig Events, Workshops, Konferenzen und Diskussionen in Österreich. Das Angebot umfasst Workshops und Trainings sowie Lehrgänge, dazu zählt der Zertifikatskurs Digitaljournalismus.
Neben dem Kursangebot veranstaltet fjum Diskussions- und Vernetzungsveranstaltungen sowie Branchenevents, darunter der GEN-Summit, der Media Innovation Day #MID oder der Audience Engagement Day.
fjum war – gemeinsam mit der Deutschen Universität für Weiterbildung (DUW) in Berlin – Trägerorganisation des internationalen Executive Master Programms " International Media Innovation Management".

## Kooperationen und Netzwerk
Das fjum_Team arbeitet im Netzwerk von nationalen und internationalen Experten und hält Kooperationen mit Organisationen, die Journalismusaus- und weiterbildung betreiben. Zu den Kooperationspartnern zählen österreichische und internationale Medienhäuser wie Austria Presse Agentur, Ö1 und Verlage, TV- und Radio-Sender, journalistische Start-Ups, Investigativ-Plattformen sowie Universitäten und internationale Weiterbildungspartner im Journalismus.
International arbeitet fjum unter anderem mit dem GEN – Global Editors Network, International Journalism Festival in Perugia, der Europäischen Union (Europäisches Parlament, Europäische Kommission), der School of Journalism der University of Oregon in Portland, dem Poynter Institute, CUNY Graduate School of Journalism / New York City, dem Poynter Institute in Florida, zusammen.
Nationale Kooperationspartner sind unter anderem das Institut für vergleichende Medien- und Kommunikationsforschung (CMC) der Österreichischen Akademie der Wissenschaften, Medienhaus Wien und Presseclub Concordia.

## Vortragende
Am fjum unterrichten Journalisten und Medienexperten aus Österreich wie Ingrid Brodnig, Sybille Hamann, Florian Klenk, Eva Linsinger. Für internationale Lektorinnen und Netzwerkpartner ist fjum Ansprechpartner und Koordinator neuer Projekte. Zu den internationalen Vortragenden zählen unter anderem Wolfgang Blau (Digitaldirektor von Condé Nast International), Ken Doctor (Consultant und Autor von „Newsonomics“), Jost Lübben (Chefredakteur Westfalenpost), Lauren Kessler (Storytelling-Professorin an der University of Oregon), Lucy Küng (Medienökonomie-Professorin St. Gallen / Fellow am Reuters Institute for the Study of Journalism, Oxford), Anita Zielina (ehem. Digital-Chefin NZZ) und Ulrik Haagerup (Chefredakteur des Dänischen Rundfunks).